# Loulou
Loulou je francouzský hraný film z roku 1980, který režíroval Maurice Pialata. Snímek měl světovou premiéru na filmovém festivalu v Cannes dne 22. května 1980.

## Děj
Nelly je nespokojená se svým dosavadním životem a manželem Andrém, tak si najde milence Loulou.

## Obsazení
| Isabelle Huppertová     | Nelly       |
| Gérard Depardieu        | Loulou      |
| Guy Marchand            | André       |
| Humbert Balsan          | Michel      |
| Bernard Tronczyk        | Rémy        |
| Christian Boucher       | Pierrot     |
| Frédérique Cerbonnet    | Dominique   |
| Jacqueline Dufranne     | Mémère      |
| Willy Safar             | Jean-Louis  |
| Agnès Rosier            | Cathy       |
| Patricia Coulet         | Marité      |
| Jean-Claude Meilland    | Jean-Claude |
| Patrick Playez          | Thomas      |
| Gérald Garnier          | Lulu        |
| Catherine De Guirchitch | Marie-Jo    |
| Jean Van Herzeele       | René        |
| Patrick Poivey          | Philippe    |
| Xavier Saint-Macary     | Bernard     |